# Andreasen-Pipette

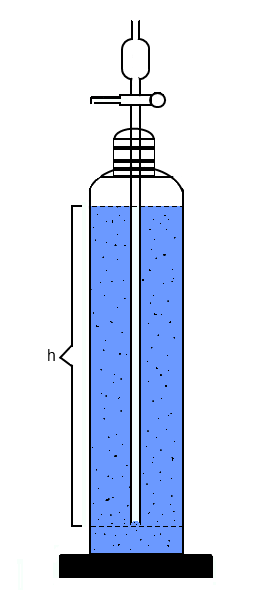
Typischer Aufbau einer Andreasen-Pipette

Eine Andreasen-Pipette ist ein gläsernes Laborgerät in der physikalischen Chemie. Sie dient zur Ermittlung von Korngrößenverteilung von Teilchen bis zu einer Größe von ca. 1 μm und ist nach Alfred Andreasen benannt. Das Verfahren gehört zur Sedimentationsanalyse und wird in der Verfahrenstechnik u. a. in der pharmazeutischen Industrie angewandt.

## Prinzip
Die zu untersuchenden Teilchen (z. B. ein Pulver) werden zunächst in einer geeigneten Flüssigkeit suspendiert und gleichmäßig verteilt.
Anfangs kann davon ausgegangen werden, dass die suspendierten Teilchen in allen Querschichten der Suspension gleich konzentriert sind. Mit fortschreitender Zeit jedoch findet eine Sedimentation der Teilchen statt, wobei nach der Stokesschen Gleichung die größeren Teilchen schneller sedimentieren als die kleineren. Über eine Modifizierung der o. g. Gleichung lässt sich der Sinkgeschwindigkeitsäquivalentdurchmesser zu jeder gegebener Sedimentationszeit bestimmen.
Die Andreasen-Pipette besitzt eine Vorrichtung zur Entnahme der Flüssigkeit und eine Skala, die Auskunft über die Füllhöhe der Flüssigkeit gibt, somit ergibt sich über die Höhe des Flüssigkeitsspiegels nach jeder Probenentnahme und die Entnahmezeit eine Sinkgeschwindigkeit, die mit der Sinkgeschwindigkeit in der Stokesschen Gleichung gleichzusetzen ist.
Nach einer Umstellung ergibt sich die modifizierte Gleichung:
{\displaystyle \nu ={\tfrac {h}{t}}={\tfrac {d^{2}(\varrho _{s}-\varrho _{l})g}{18\eta }}}
bzw.
{\displaystyle d={\sqrt {\tfrac {18\eta h}{(\varrho _{s}-\varrho _{l})gt}}}}
Die Größe d nennt sich Sinkgeschwindigkeitsäquivalenzdurchmesser und ist bei der Messung abhängig von der Fallhöhe (bzw. Flüssigkeitsspiegel) h und der Zeit t der Probenentnahme – somit gehört zu jedem h und t ein gewisser Teilchendurchmesser, der die maximale Teilchengröße darstellt in dem entnommenen Probenvolumen. Die Probenvolumina werden anschließend eingedampft und die Masse des jeweiligen Rückstands bestimmt, um eine Durchgangssummenkurve zur weiteren Auswertung zu erstellen.
Maßgeblich für auswertbare Daten ist die Gültigkeit der Stokesschen Gleichung, welche mit einer Reynolds-Zahl Re<0,2 (Bereich schleichender Strömung) sicherzustellen ist. Weiterhin darf die zu untersuchende Substanz in der Dispergierflüssigkeit weder quellen, sich lösen oder chemisch verändern.